# Жолоб безпеки

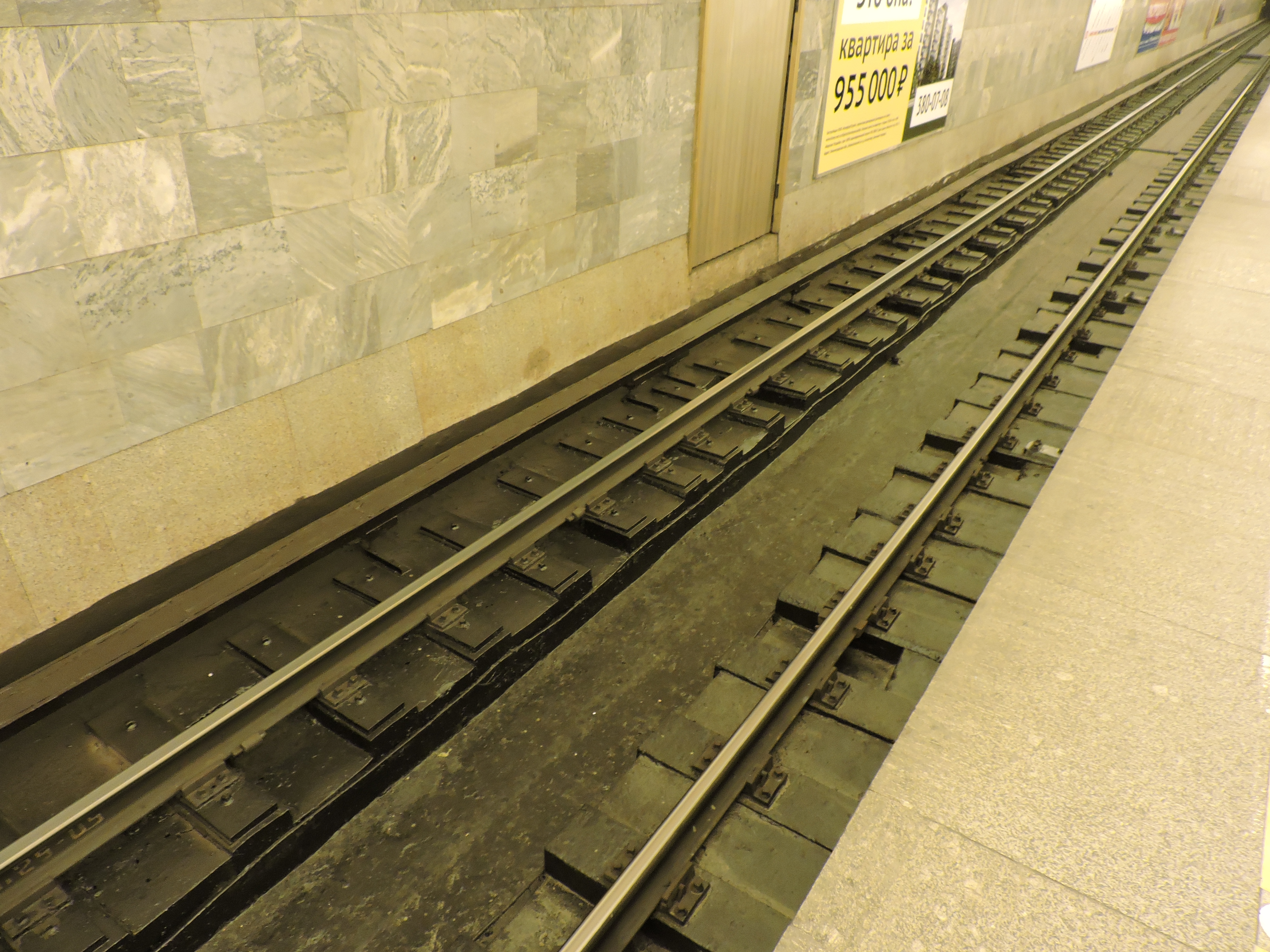
Жолоб безпеки

Жолоб безпеки — поглиблення між рейками станційних колій, призначене для порятунку людей, що опинилися на залізничному полотні, від наїзду потяга. Найчастіше зустрічається в метрополітенах.

## Конструкція
Для встановлення жолоба безпеки міжрейковий простір спеціально звільняється від шпал, частини яких розміщуються безпосередньо під рейками. Протяжність жолоба безпеки, як правило, збігається з довжиною платформи. При цьому він суміщений з системою відведення ґрунтових вод.

## Застосування
Жолоби безпеки найчастіше застосовуються на шляхах, обладнаних контактною рейкою. Причина цього полягає в тому, що людина, рятуючись від поїзда, що наближається, і прагнучи вибратися на платформу, може торкнутися контактної рейки, що знаходиться під високою напругою, і отримати смертельний удар струмом. При наявності жолоба безпеки вона може лягти в нього і практично без ризику для життя і здоров'я дочекатися повної зупинки потяга,а також допомоги кваліфікованих співробітників. Окрім цього, в разі удару від потяга людина з великою ймовірністю впаде в жолоб, а не під колеса, а тому потенційно отримає травми меншої тяжкості. При попаданні в жолоб слід розташуватися головою до напрямку поїзда, щільно притиснувши руки і виступальні частини одягу. Людині, яка розташовується нижче головки рейки, смертельна небезпека не загрожує, оскільки у рухомого складу немає жодної нижче розташованої деталі. Тим не менш, що стосується підвагонного обладнання, то воно знаходиться під високою напругою.

## Відсутність
У Токійському метрополітені жолоба безпеки немає. Також вони відсутні на станції метро «Спортивна» Петербурзького метрополітену (в зв'язку з тим, що її конструкція дуже чутлива до вібрацій), а також на наземних критих станціях Санкт-Петербурга (за винятком станції «Шушари»), де цей жолоб замінює центральна платформа, а також простір під бічними платформами. На окремих станціях закритого типу («горизонтальний ліфт») ці шляхи ізольовані від доступу пасажирів, проте, разом з тим, жолоб безпеки може бути присутнім у загальній конструкції рейкової лінії.